# Fjellebroen
Fjellebroen (også stavet Fjællebroen) var en mindre havn beliggende i Vester Åby Sogn, Sallinge Herred, Svendborg Amt ved Nakkebølle Fjord under Fåborg toldsted.
Betydning som ladeplads fik Fjellebroen først, da slægten Hoffmann under kornhandelstiden begyndte at drive egentlig købmandshandel med udskibning af korn. I 1872 omtales stedet som udskibningssted i tilknytning til Strandhusene.